# Nerwiakowłókniakowatość typu 2
Nerwiakowłókniakowatość typu 2 (zespół MISME, ang. neurofibromatosis, type II, NF2, bilateral acoustic neurofibromatosis, BANF, MISME syndrome, multiple inherited schwannomas, meningiomas, and ependymomas) – choroba genetyczna o dziedziczeniu autosomalnym dominującym, przypominająca obrazem klinicznym nerwiakowłókniakowatość typu 1. NF2 spowodowana jest mutacjami w genie NF2 w locus 22q12.2 kodującym neurofibrominę-2, zwaną także merliną.

## Historia
Pierwsze doniesienia o nietypowych przypadkach choroby Recklinghausena pojawiły się w latach 20. i 30. XX wieku. W 1933 Gardner i Frazie opisali pięciopokoleniową rodzinę, w której 38 członków miało utratę słuchu z powodu obustronnych nerwiaków, a 15 z nich dodatkowo straciło wzrok. Inne rodziny opisali Worster-Drought i wsp. w 1937, Feiling i Ward w 1920, Moyes w 1968. Forster-Drought przypomniał w 1937 roku doniesienie Wisharta z 1822 roku, będące prawdopodobnie pierwszym opisem NF2. Opisany pacjent, Michael Blair, zgłosił się do Wisharta, wówczas prezydenta Królewskiego Towarzystwa Chirurgicznego w Edynburgu, z obustronną głuchotą. Od urodzenia miał niezwykły kształt czaszki i wykrytą około 4. miesiąca życia utratę wzroku w prawym oku. W autopsji stwierdzono guzy opony twardej mózgu i „guz wielkości małego orzecha, bardzo twardy, przyczepiony do obu [nerwów przedsionkowych] w miejscu ich wejścia do przewodu słuchowego wewnętrznego”.
W 1986 Seizinger ustalił locus genu na 22 chromosomie, Wertelecki i wsp. uściślili locus na 22q11. Dwa typy choroby: Gardnera i Wisharta, wyróżnił Evans w 1992 roku.

## Etiologia
Choroba spowodowana jest mutacjami w genie NF2 w locus 22q12.2 kodującym białko merlinę. Gen NF2 ma mniejszą długość niż NF1; składa się z 16 konstytutywnych i jednego alternatywnie wycinanego eksonu. Alternatywny splicing owocuje przynajmniej dwiema formami białka o odmiennej ekspresji tkankowej. Funkcja białka polega na pośredniczeniu w interakcjach między środowiskiem zewnętrznym komórki a cytoszkieletem.

## Objawy i przebieg

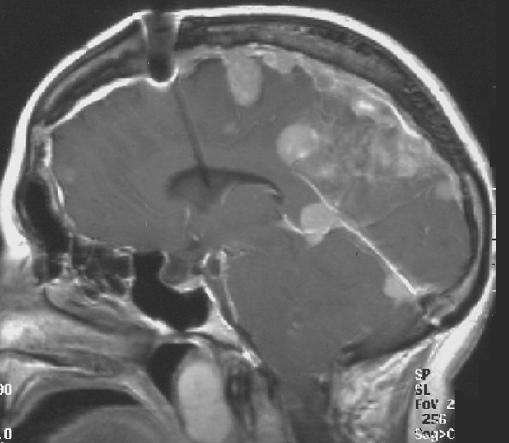
Oponiak u pacjenta z NF2 widoczny w MRI ze wzmocnieniem kontrastowym w projekcji strzałkowej, obraz T_{1}-zależny

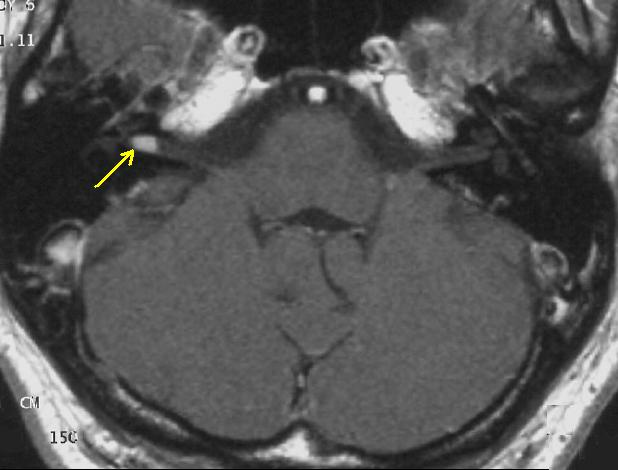
Schwannoma nerwu przedsionkowo-ślimakowego zaznaczony żółtą strzałką

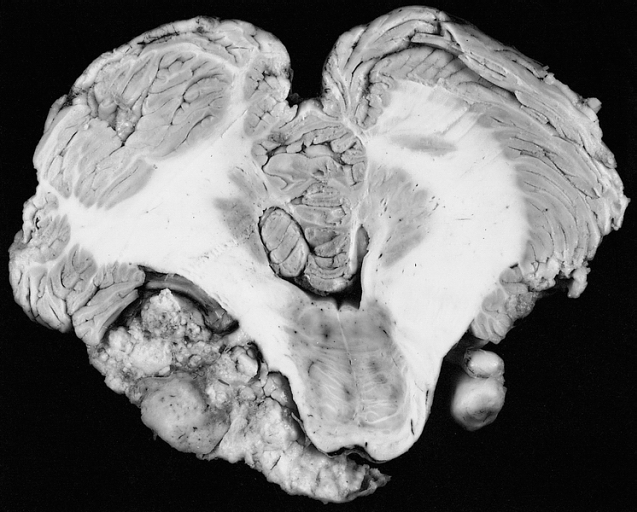
Preparat sekcyjny mózgowia pacjenta z nerwiakowłókniakowatością typu 2: obustronne schwannoma i oponiak po lewej stronie

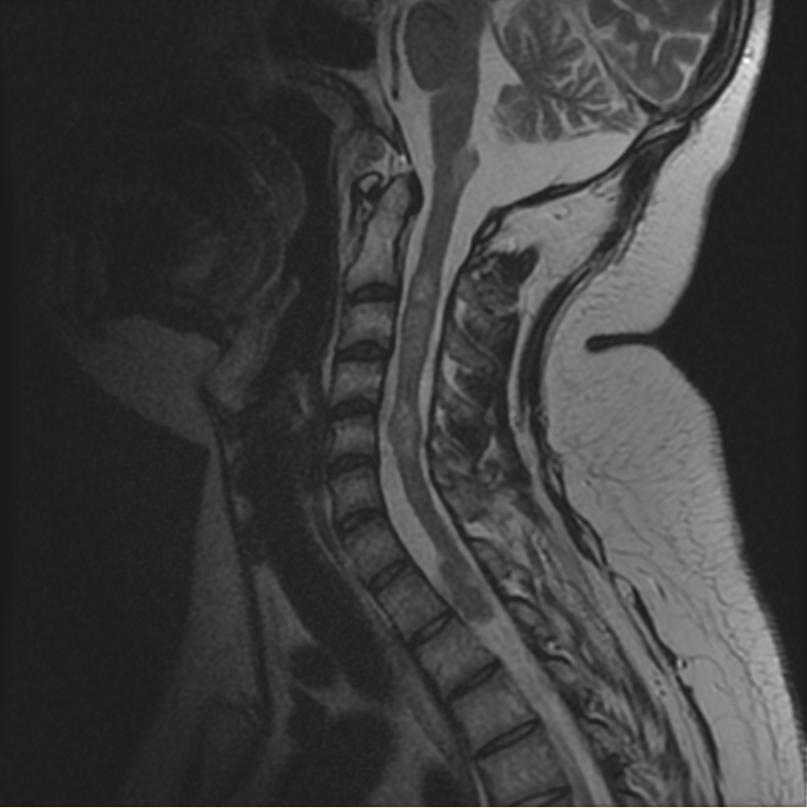
Mnogie oponiaki rdzenia kręgowego u pacjenta z nerwiakowłókniakowatością typu 2

W obrazie klinicznym NF2 można wyróżnić trzy grupy objawów, obejmujące:
- zmiany nowotworowe
- zmiany skórne
- zmiany oczne.

Guzy nowotworowe
- - jednostronne (6%) i obustronne (85%)[8] schwannomata nerwu przedsionkowego (VS). Schwannoma mogą też wychodzić z innych nerwów czaszkowych, częste są schwannoma nerwu okoruchowego i trójdzielnego (29% pacjentów, zazwyczaj obustronnie; rzadko wymaga leczenia chirurgicznego);
  - meningioma mózgowia
  - meningioma rdzenia przedłużonego
  - gwiaździaki
  - wyściółczaki (2,5%)[8]. Glejaki włosowatokomoórkowe (gąbczaki) i wyściółczaki zwykle są zlokalizowane w pniu mózgu i górnym odcinku szyjnym rdzenia kręgowego; często współwystępują z jamistością rdzenia lub opuszki. Niekiedy uciskają rdzeń.

Glejaki nerwu wzrokowego nie występują częściej u pacjentów z NF2, w przeciwieństwie do NF1.
- Neuropatia obwodowa (3%[8]-10-15%[10]), będąca najprawdopodobniej powikłaniem uciskających nerw mnogich guzków przylegających nerwów obwodowych;
- Obwodowe schwannomata pojedyncze (68%), liczne (10%)[8]
- Plamy cafe au lait (40%[10]) – wyjątkowo jest ich kilka, są mniejsze niż w NF1, nigdy nie występują zmiany barwnikowe w okolicy dołu pachowego.

Zmiany oczne
- - zaćma (81%)[8]
  - hamartomata i zmiany barwnikowe siatkówki (ang. combined pigment epithelial and retinal hamartoma, CEPRH – 9%)[8]
  - oponiak osłonek nerwu wzrokowego (ang. optic nerve sheath meningioma, ONSM; częstość nieznana; w grupie pacjentów z ONSM NF2 rozpoznano u 2-8%[11].

Obraz kliniczny NF2 jest odmienny u dzieci i u dorosłych. U pacjentów pediatrycznych najczęściej rozpoznaje się zaćmę (60-80%), schwannoma nerwu przedsionkowego (43%), oponiaki i guzy rdzenia (31%), schwannomata skóry (8%), opadanie stopy spowodowane obwodową neuropatią (3%) i mononeuropatię twarzową (19%).
Klinicznie wyróżniono podtypy choroby:
- postać umiarkowaną (typ Gardnera) z początkiem około 25. roku życia, dominującymi objawami spowodowanymi VS i słabo wyrażonymi objawami skórnymi, oraz
- postać ciężką (typ Wisharta) z początkiem przed 25. rokiem życia i VS tylko u połowy chorych; zwykle przebiega szybko i wiąże się z wczesnym zgonem.

## Rozpoznanie
Opracowano kryteria rozpoznania NF2 (NIH Consensus). Pacjent może mieć postawione kliniczne rozpoznanie NF2, jeśli spełnia następujące kryteria:
1. Obustronne schwannoma nerwu przedsionkowego potwierdzone histopatologicznie lub widoczne w MRI ze wzmocnieniem kontrastowym, lub
2. Krewny I° z rozpoznaniem NF2 i
  1. Jednostronny guz schwannoma nerwu przedsionkowego lub
  2. Meningioma albo glioma albo schwannoma albo podtorebkowe zmętnienie soczewki albo zwapnienia śródmózgowe lub
  3. Jednostronny schwannoma nerwu przedsionkowego i przynajmniej dwa z wymienionych:
    1. meningioma
    2. glioma
    3. schwannoma
    4. podtorebkowe zmętnienie soczewki
    5. zwapnienia śródmózgowe, lub

  4. Dwa lub więcej meningioma, i przynajmniej jedno z wymienionych:
    1. glioma
    2. schwannoma
    3. podtorebkowe zmętnienie soczewki
    4. zwapnienia śródmózgowe.

## Leczenie i opieka nad pacjentami
Pacjenci z rozpoznaną NF2 powinni być objęci specjalistyczną opieką lekarską w referencyjnych ośrodkach. Panel badań oferowanych tym pacjentom powinien obejmować:
- ocenę dermatologiczną z dokumentacją zmian
- ukierunkowane badanie okulistyczne
- pełną ocenę neurologiczną
- badanie laryngologiczne z obiektywną oceną słuchu
- MRI mózgowia i rdzenia ze wzmocnieniem kontrastowym.

Badania powinny być powtarzane co roku i częściej w przypadku nowych dolegliwości.
Weryfikacja rozpoznania możliwa jest przy użyciu technik molekularnych wykrywających mutacje w genie NF2.
Subkliniczne zmiany oczne pojawiają się stosunkowo wcześnie, stąd niektóre ośrodki zalecają podjęcie monitorowania okulistycznego już około 10. roku życia.

## Klasyfikacja ICD10
| kod ICD10     | nazwa choroby                                                            |
| ------------- | ------------------------------------------------------------------------ |
| ICD-10: D33   | Niezłośliwy nowotwór mózgu i innych części centralnego systemu nerwowego |
| ICD-10: D33.0 | Mózg, nadnamiotowe                                                       |
| ICD-10: D33.1 | Mózg, podnamiotowe                                                       |
| ICD-10: D33.2 | Mózg, nieokreślony                                                       |
| ICD-10: D33.3 | Nerwy czaszkowe                                                          |
| ICD-10: D33.4 | Rdzeń kręgowy                                                            |
| ICD-10: D33.7 | Inne określone części centralnego systemu nerwowego                      |
| ICD-10: D33.9 | Centralny system nerwowy, nieokreślony                                   |